# Сарен, Виктор Энсиович
Виктор Энсиович Сарен — российский учёный в области нестационарной газодинамики и аэроупругости турбомашин, доктор физико-математических наук (1983), профессор (1987), заслуженный деятель науки РФ.
Родился 30 июня 1939 в селе Тулома Кольского района Мурманской области.
Окончил МГУ (1962).
В 1962—1977 гг. работал младшим и старшим научным сотрудником в Институте гидродинамики СО АН СССР. В 1966 г. защитил кандидатскую диссертацию. По совместительству — старший преподаватель и доцент НГУ (1966—1977).
С 1978 г. — начальник сектора нестационарной газодинамики и аэроупругости Центрального института авиационного моторостроения (Москва).
Доктор физико-математических наук (1983), профессор (1987). Докторская диссертация:
- Решетка профилей в нестационарном потенциальном потоке несжимаемой жидкости . : Метод расчета и свойства аэродинамических характеристик : диссертация … доктора физико-математических наук : 01.02.05. — Москва, 1982. — 255 с. : ил.

Учёный в области нестационарной газодинамики и аэроупругости турбомашин.
Член Научного комитета Международного симпозиума по нестационарной аэродинамике, аэроакустике и аэроупругости турбомашин (ISUAAAT).
Автор (соавтор) 74 научных работ, в том числе двух монографий.
Заслуженный деятель науки РФ.

## Сочинения
- Аэродинамика решеток в нестационарном потоке [Текст] / Д. Н. Горелов, В. Б. Курзин, В. Э. Сарен ; АН СССР. Сиб. отд-ние. Ин-т гидродинамики. — Новосибирск : Наука. Сиб. отд-ние, 1971. — 272 с. : черт.; 21 см.
- Атлас нестационарных аэродинамических характеристик решеток профилей [Текст] / Д. Н. Горелов, В. Б. Курзин, В. Э. Сарен ; Отв. ред. чл.-кор. АН СССР Л. В. Овсянников ; АН СССР. Сиб. отд-ние. Ин-т гидродинамики. — Новосибирск : Наука. Сиб. отд-ние, 1974. — 150 с. : граф.; 28 см.